# Zagadkowi terroryści
Zagadkowi terroryści (jap. 残響のテロル Zankyō no teroru) – telewizyjny serial anime wyprodukowany przez studio MAPPA, emitowany od lipca do września 2014 w bloku Noitamina stacji Fuji TV.

## Fabuła
W alternatywnej wersji teraźniejszości, dwóch nastolatków o imionach Nine i Twelve kradnie prototyp bomby atomowej w pozorowanym ataku terrorystycznym. Są oni ocalałymi, którzy przeżyli tajny eksperyment Akademii Wschodzącego Pokoju, mający na celu przekształcenie osieroconych dzieci z zespołem sawanta w ludzką broń. Nazywając siebie Sphinx (jap. スピンクス Supinkusu), zamieszczają w Internecie film, w którym grożą zniszczeniem Tokio, chyba że ktoś zdoła rozwiązać wymyśloną przez nich zagadkę.

## Bohaterowie

### Główni
- Nine (jap. ナイン Nain)

Seiyū: Kaito Ishikawa 
- Twelve (jap. ツエルブ Tsuerubu)

Seiyū: Sōma Saitō 
- Lisa Mishima (jap. 三島 リサ Mishima Risa)

Seiyū: Atsumi Tanezaki 
- Kenjirō Shibazaki (jap. 柴崎 健次郎 Shibazaki Kenjirō)

Seiyū: Shunsuke Sakuya 
- Five (jap. ハイヴ Haivu)

Seiyū: Megumi Han 

### Poboczni
- Kurahashi (jap. 倉橋)

Seiyū: Hideaki Tezuka 
- Hamura (jap. 羽村)

Seiyū: Keisuke Aigasa 
- Okano (jap. 岡野)

Seiyū: Kunpei Sakamoto 
- Kinoshita (jap. 木下)

Seiyū: Yūsuke Kuwahata 
- Mukasa (jap. 六笠)

Seiyū: Mitsuaki Kanuka 
- Shimada (jap. 島田)

Seiyū: Yutaka Aoyama 
- Hamada (jap. 浜田)

Seiyū: Yasuhiro Takato 
- Kato (jap. 加藤 Katō)

Seiyū: Kei Yamaguchi 
- Fukuda (jap. 福田)

Seiyū: Shinpachi Tsuji 
- Clarence (jap. クラレンス Kurarensu)

Seiyū: Daisuke Takahashi 
- Matka Lisy (jap. リサの母親 Risa no hahaoya)

Seiyū: Ayumi Tsunematsu 
- Haruka (jap. はるか)

Seiyū: Reina Ueda 
- Shunzo Mamiya (jap. 間宮 俊造 Mamiya Shunzō)

Seiyū: Shūichirō Moriyama 

## Wydanie
11-odcinkowy telewizyjny serial anime został wyprodukowany przez studio MAPPA i wyreżyserowany przez Shin’ichirō Watanabe. Postacie zostały zaprojektowane przez Kazuto Nakazawę, a muzykę skomponowała Yōko Kanno. Motyw otwierający, zatytułowany „Trigger”, został wykonany przez Galileo Galilei i Yūki Ozaki, natomiast końcowy, „Dare ka, umi o.” (jap. 誰か、海を。), zaśpiewała Aimer. Seria była emitowana od 10 lipca do 25 września 2014 w bloku Noitamina stacji Fuji TV. W Polsce anime zostało wyemitowane za pośrednictwem stacji Sci Fi.

### Lista odcinków
| №  | Tytuł                             | Reżyseria                   | Scenariusz   | Premiera         | Premiera w Polsce    |
| -- | --------------------------------- | --------------------------- | ------------ | ---------------- | -------------------- |
| 1  | Upadek Falling                    | Yuzuru Tachikawa            | Shōten Yano  | 10 lipca 2014    | 31 października 2020 |
| 2  | Hasło i odzew Call & Response     | Sayo Aoi                    | Shōten Yano  | 17 lipca 2014    | 31 października 2020 |
| 3  | Znajdź i zniszcz Search & Destroy | Minoru Yamaoka              | Shōten Yano  | 24 lipca 2014    | 31 października 2020 |
| 4  | Przełom Break Through             | Sayo Aoi                    | Hiroshi Seko | 31 lipca 2014    | 31 października 2020 |
| 5  | Zabawa w chowanego Hide & Seek    | Yuzuru Tachikawa            | Jun Kumagai  | 7 sierpnia 2014  | 7 listopada 2020     |
| 6  | Gotowi? Ready or Not              | Minoru Yamaoka Kazuya Iwata | Hiroshi Seko | 14 sierpnia 2014 | 7 listopada 2020     |
| 7  | Równowaga Deuce                   | Ho Pyeon-gang               | Jun Kumagai  | 21 sierpnia 2014 | 7 listopada 2020     |
| 8  | Moja piękna pani My Fair Lady     | Takashi Igari               | Kenta Ihara  | 4 września 2014  | 7 listopada 2020     |
| 9  | Wzloty i upadki Highs & Lows      | Akitsugu Hisagi Kenji Mutō  | Hiroshi Seko | 11 września 2014 | 14 listopada 2020    |
| 10 | Chaos Helter Skelter              | Masahiro Mukai              | Kenta Ihara  | 18 września 2014 | 14 listopada 2020    |
| 11 | VON                               | Shinichirō Watanabe         | Hiroshi Seko | 25 września 2014 | 14 listopada 2020    |